# Dialecte Taos
El dialecte Taos és una parla del grup tiwa septentrional de la família de les llengües kiowa-tano parlada pel pueblo de Taos.

## Demografia i etnografia
En les dades recollides en 1935 i 1937, George L. Trager (1946) assenyala que el taos era parlat per tots els membres de la comunitat del pueblo de Taos. A més la majoria dels parlants eren bilingües, ja sigui en espanyol o anglès: els parlants de més de 50 anys eren fluids en espanyol, els parlants adults menors de 50 anys parlaven espanyol i anglès, els nens al voltant de 5 anys podien parlar anglès, però no espanyol (en general una disminució en l'edat es correlaciona amb una disminució en la fluïdesa en espanyol i un augment en la fluïdesa en anglès). Els nens sense escolaritzar i algunes dones molt grans eren parlants monolingües de taos.
Un informe més recent de Gómez (2003) assenyala que la llengua "fins fa pocs anys es va mantenir viable només en grups d'edat de trenta anys o més", un senyal que el taos està arribant a ser llengua amenaçada. No obstant això, és un dels 46 idiomes disponibles a Amèrica del Nord que és parlat per un nombre significatiu de nens a partir de 1995 (Goddard 1996). L'estimació més recent és del 1980 amb prop de 800 parlants nadius d'una població ètnica de 1.600 individus (50% de la població).
Els parlants de taos han estat des de sempre reticents a proporcionar dades lingüístiques per treballar i han preferit mantenir en secret el seu llenguatge dels forasters. G. Trager va haver de treballar amb els seus assessors en privat i mantenir les seves identitats en conficencialitat. La tendència al secretisme és constant en els pueblo com a reacció iniciada en el segle xvii, en gran part a causa de la persecució opressiva (incloses execucions públiques i tortura) de les pràctiques religioses pueblo per part de l'Espanya colonial. La comunitat de Taos ha estat particularment vigilant a l'hora de revelar la seva llengua (i cultura) als estrangers en comparació amb altres pueblo de l'est de Nou Mèxic. A causa del secretisme de les pràctiques, els detalls de la preservació de la llengua no es coneix fora de la comunitat.

## Relacions genealògiques
El taos pertany a la sub-agrupació nord de la branca tiwa de la família lingüística kiowa-tano. Està estretament relacionad i encara és mútuament intel·ligible amb el picuris (parlat al pueblo Picuris). Està una mica més allunyat del tiwa meridional (parlat pels Isleta i Sandia).

## Història
EL juliol de 2012 el pueblo de Taos, que "no fomenta formalment l'aprenentatge de la seva llengua a persones alienes a la tribu" va organitzar un Festival de les Llengües Tiwa per membres de la tribu per mantenir el tiwa d'"anar a dormir". El Comitè d'Educació Cultural espera incorporar el tiwa al programa Head Start en la tardor.

## Fonologia
Segons una anàlisi, el taos té 18 consonants:
|            |            | Bilabial | Dental | Dental | Alveolar | Palatal | Velar | Glotal |
| central    | Lateral    | Bilabial |        |        | Alveolar | Palatal | Velar | Glotal |
| ---------- | ---------- | -------- | ------ | ------ | -------- | ------- | ----- | ------ |
| Oclusiva   | sonora     | b        | d      |        |          |         | ɡ     |        |
| Oclusiva   | sorda      | p        | t      |        |          |         | k     | ’ [ʔ]  |
| Africada   | Africada   |          |        |        |          | c [tʃ]  |       |        |
| Fricativa  | Fricativa  |          |        | ł [ɬ]  | s        |         | x     | h      |
| Nasal      | Nasal      | m        | n      |        |          |         |       |        |
| Aproximant | Aproximant | w        |        | l      |          | y [j]   |       |        |
| Bategant   | Bategant   |          |        |        | (r [ɾ])  |         |       |        |
La bategant alveolar /ɾ/ es troba en manlleus del castellà de Nou Mèxic.

## Transcripció
El taos ha estat transcrit per Trager a l'Alfabet Fonètic Americanista. Tanmateix, la seva transcripció es diferencia entre el seu treball anterior exemplificat per Trager (1946) i el seguiment de la seva obra posterior s'explica a Trager (1948). La taula següent indica la simbolització dels fonemes taos a Trager (1946) i Trager (1948), així com una simbolització corresponent de l'IPA. No obstant això, el gràfic només mostra els símbols que difereixen entre els tres si Trager (1946), Trager (1948), i l'IPA tots utilitzen el mateix símbol que no apareix a la taula de sota.
| Trager 1946 | Trager 1948 | IPA                                |
| ----------- | ----------- | ---------------------------------- |
| ʔ           | ’           | ʔ                                  |
| c           | c           | tʃ ~ ts                            |
| c’          | c’          | tʃʼ ~ tsʼ (1946), tʃʔ ~ tsʔ (1948) |
| fr          | phr         | fɾ ~ ɸɾ                            |
| g           | g           | ɡ                                  |
| k’          | k’          | kʼ (1946), kʔ                      |
| kw          | kw          | kʷ (1946), kw (1948)               |
| kw’         | kw’         | kʷʼ (1946), kwʔ (1948)             |
| ł           | ł           | ɬ                                  |
| p’          | p’          | pʼ (1946), pʔ (1948)               |
| p‛          | ph          | pʰ (1946), ph (1948)               |
| r           | r           | ɾ                                  |
| s           | s           | s ~ ʃ                              |
| t’          | t’          | tʼ (1946), tʔ (1948)               |
| t‛          | th          | tʰ (1946), th (1948)               |
| xw          | xw          | xʷ (1946), xw (1948)               |
| y           | y           | j                                  |